# Lorenzo Cavallo
Lorenzo Cavallo (Vittoria, 15 agosto 1846 – Roma, 20 settembre 1870) è stato un militare italiano, artigliere 7º reggimento Artiglieria da campagna Cremona, uno degli eroi "minori" del Risorgimento. Cadde durante l'attacco a Porta Pia.

## Vita
Nato a Vittoria, in provincia di Ragusa, al tempo sotto l'amministrazione di Noto. Figlio di Filipponeri Cavallo e Rosa Migliore. Contadino come il padre, venne reclutato nel Corpo d'osservazione dell'Italia centrale come artigliere del VII Reggimento d'artiglieria da campagna. Il 20 settembre 1870 prese parte all'attacco del Regio Esercito Italiano contro la Roma pontificia.
Alle 05:20 del mattino venne dato l'ordine di aprire il fuoco contro le mura romane nel settore compreso tra Porta Salaria e Porta Pia. Lorenzo Cavallo prese attivamente parte al bombardamento ma intorno alle 7:30 venne ferito a morte da una granata sparata dalle artiglierie pontificie poste all'altezza del Castro Pretorio. Immediatamente soccorso e portato all'ospedale da campo situato nei pressi della Basilica di Sant'Agnese fuori le mura, ne venne constatata la morte istantanea. Il suo corpo, insieme a quelli di altre 13 delle 49 vittime italiane, venne inizialmente tumulato nel Mausoleo di Santa Costanza, in Via Nomentana.
Nel 1879 venne spostato nel Mausoleo Ossario Garibaldino, sul Gianicolo, dove tutt'oggi si trova: sulla lapide, tuttavia, c'è scritto erroneamente "Lorenzo Cavalli" anziché "Lorenzo Cavallo". Il 21 aprile 1981, con deliberazione n. 206 del Consiglio Comunale di Vittoria, gli fu dedicata una via nella sua città natale.